# Лубочне видання
Лубóчне видáння, лубкове видання — 1) надруковане з лубка (про картинку); 2) масові дешеві видання в Російській імперії.
Лубочні видання — це своєрідна форма видавничої продукції XV-початку XX ст., яка характеризується низькою вартістю, поганою якістю, примітивним виконанням та орієнтацією на масового, невибагливого читача. Таке видання було від початку відбитком зображення на папері, який отримують із вигравіюваної на дереві (невеликої дощечки, виготовленої з лубу) чи металі картинки з коротким текстом-поясненням. Лубочні видання наповнювали низькопробні переробки відомих літературних творів, збірки пісень, казок, сонники, малюнки, твори для ворожіння, релігійного змісту тощо.

## Історія
Історія лубочної літератури починається у Західній Європі з XVI—XVII століть, а в Російській імперії — з другої половини XVIII століття. До того періоду не було особливої різниці між читачами, лише варіювався рівень освіченості читачів, тому і література була однотипною та загальнодоступною. З розвитком наукової думки та естетичних форм починається поділ читачів на високоосвічених та малоосвічених, тому виникають твори лубочної літератури, які супроводжуються яскравими зображеннями та орієнтуються на малоосвіченого читача.